# Reis do Oriente

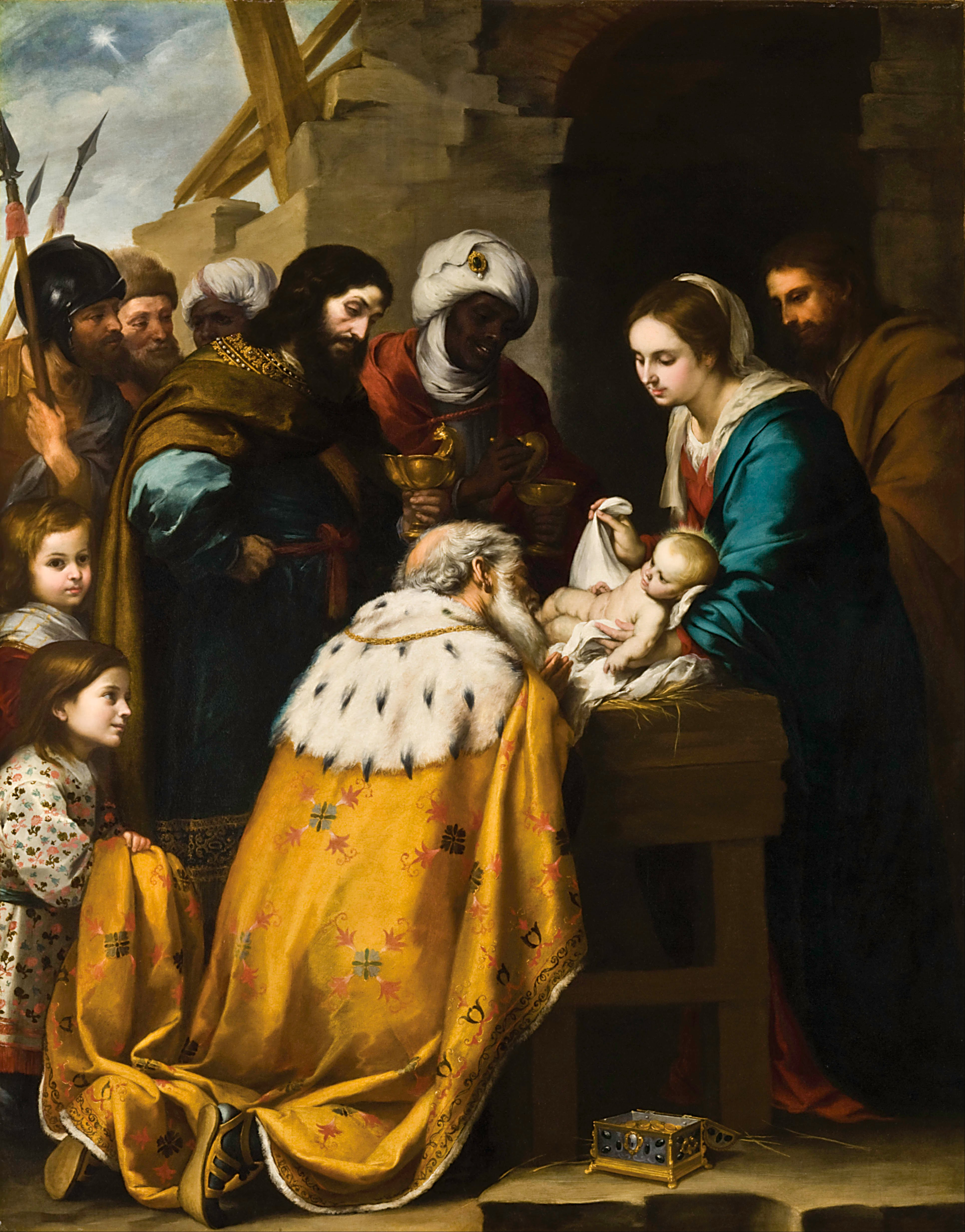
Adoração dos Magos, de Bartolomé Esteban Murillo

"Reis do Oriente" é uma canção tradicional do Tempo do Natal, composta mais especificamente para a solenidade da Epifania. Também conhecida pelos nomes de " Nós somos três Reis do Oriente"  e "A Jornada dos Magos". É de autoria de John Henry Hopkins Junior, que compôs a música e escreveu a letra original, em inglês, no ano de 1857, num concurso de músicas de Natal, no Seminário Teológico Geral de Nova Iorque. Contudo só foi impressa nos "Hinos e Canções de Natal" do ano de 1863.

## Letra
Reis Magos:
Três Reis Magos do oriente a sós,
Com presentes viemos nós.
Entre montes, campos, fontes,
De linda estrela após.
REFRÃO
Reis Magos:
Linda estrela de fulgente luz,
O teu brilho nos conduz,
Luz celeste, rumo Oeste,
Guia-nos ao Rei Jesus..
Melquior:
Rei nascido em distante lar,
Ouro trago para lhe dar,
Rei superno, dom eterno,
Vem sobre nós reinar.
REFRÃO
Gaspar:
Ofertar-Lhe incenso me apraz.
Pois incenso a Deus só se traz.
Que comprova a prece nova,
Na adoração veraz.
REFRÃO
Baltazar:
Eis a mirra de agreste olor,
Que na vida traduz fervor.
Singeleza, luz, beleza,
Exuberante amor.
REFRÃO
Reis Magos:
Rei glorioso, bendito Deus,
Sacrifício aos pecados meus.
Aleluia, aleluia!
Soa na terra e céus.
REFRÃO